# Кинджи Фукасаку
Кинджи Фукасаку (на японски: 深作 欣二) е японски режисьор и сценарист.

## Биография
Роден е на 3 юли 1930 г. в Мито. През 1953 година завършва Университета „Нихон“, след което започва работа като асистент-режисьор, от началото на 60-те години режисира собствени филми. Широка известност му носят „Тора! Тора! Тора!“ („Tora! Tora! Tora!“, 1970), „Денят на възкресението“ („復活の日“, 1980), „Кралска битка“ („バトル・ロワイアル“, 2000), „Кралска битка 2: Реквием“ („バトル・ロワイアルＩＩ　【鎮魂歌】“, 2003).
Негов син е режисьорът Кента Фукасаку (р. 1972).
Умира на 12 януари 2003 г. в Токио.

## Избрана филмография
- „Тора! Тора! Тора!“ („Tora! Tora! Tora!“, 1970)
- „Денят на възкресението“ („復活の日“, 1980)
- „Кралска битка“ („バトル・ロワイアル“, 2000)
- „Кралска битка 2: Реквием“ („バトル・ロワイアルＩＩ　【鎮魂歌】“, 2003)